# Малерб-сюр-Ажон
Малерб-сюр-Ажон (фр. Malherbe-sur-Ajon) — муніципалітет у Франції, у регіоні Нижня Нормандія, департамент Кальвадос. Малерб-сюр-Ажон утворено 1 січня 2016 року шляхом злиття муніципалітетів Баннвіль-сюр-Ажон i Сент-Аньян-ле-Малерб. Адміністративним центром муніципалітету є Баннвіль-сюр-Ажон. Населення — 570 осіб (01.01.2021).